# Рената Бончар
Рената Бончар (пол. Renata Bonczar; 1953 році, Катовиці) — художниця, живописець, ілюстраторка, дизайнерка, авторка виставок та академічний викладач. Її творчість є частиною потоку абстрактного експресіонізму та ілюзорної абстракції. Її твори знаходяться у державних та приватних колекціях.

## Біографія
Закінчила Академію образотворчих мистецтв у Кракові (диплом у 1980 році) та факультет графічного мистецтва в Катовицях, де у 2004 році здобула ступінь доктора мистецтв. Навчалася в студіях професора Адама Гофмана та професора Єжи Дуди-Грача.
У 1986 році отримала мистецьку стипендію від Фонду доктора С. Ван Заврела в Нідерландах. Також отримала мистецьку стипендію від Міністерства культури і мистецтва.
Її роботи були представлені на понад вісімдесяти окремих виставках, серед яких: в Сілезькому музеї в Катовицях, в Музеї історії Катовиці, в TPSP, Палаці мистецтв у Кракові, Поморській бібліотеці в Щецині, Замок Поморських герцогів у Щецині, Сілезька бібліотека в Катовицях, в музеї Сопота. Брала участь у кількох сотнях групових виставок.
Її твори є серед колекцій, серед іншого: в Національному музеї в Кракові, Музеї історії Катовиці, Сілезькому музеї, Поморській бібліотеці в Щецині, Центрі сучасного мистецтва в Куєнці (Іспанія), Ратуші міста Сеговія (Іспанія), Ратуші Гаргаліяні (Греція), TPST, Палац мистецтв у Кракові, Академія образотворчих мистецтв у Катовицях, Міська ратуша Міколува, ING Bank Śląski у Катовицях.
Є членом Асоціації польських художників та дизайнерів у Катовицях, Товариства друзів образотворчих мистецтв у Кракові, Творчого товариства Polart у Кракові та Асоціації польських пастелістів.

## Конкурси
Лауреат:
- Національний польський конкурс живопису імені Р. Поморського (нагороди, медаль — 1983, 1985 років)
- Бельська осінь (приз 1989 року)
- Національний польський конкурс живопису імені Я. Спихальського (нагороди — 1987, 1988 років)
- Фестиваль сучасного мистецтва в Щецині (нагороди 1986, 2008, 2010, номінації 2006, 2010)[8]

## Виставки (вибірка)
- Будинки душ — Галерея сучасного мистецтва, Колобжег, 2016 рік.
- Календар — Музей стародавньої мазовецької металургії, Прушкув, 2017 рік.
- Знайдений час — Галерея сучасного мистецтва Artrakt, Вроцлав, 2018 рік.
- Сліди часу — Палац мистецтв, Краків, 2019 рік.

## Нагороди та відзнаки
- Премія Сілезького воєводи, нагорода мера Щецина — 2006 рік.
- Нагорода мера міста Кельце (1988 рік), Срібна та золота медаль асоціації «Polart» у Кракові — 2000, 2003, 2006 роки[8]
- Бронзова медаль «За заслуги в культурі Gloria Artis» — 2016,
- Срібна та золота медаль Merite Et Devouement Francais — 2018[5]